# نادي سسيمبرا
مجموعة سيسيمبرا الرياضية (بالبرتغالية: Grupo Desportivo de Sesimbra‏) هو نادٍ رياضي برتغالي من سيسيمبرا في محافظة سيتوبال البرتغالية تأسست في 10 أغسطس 1947، يُشتهر بفريقي كرة القدم و‌هوكي الدحرجة.

## وصلات خارجية
- الموقع الرسمي (بالبرتغالية)
- footballzz.co.uk (بالإنجليزية)